# Henry Percy, 1.º Conde de Northumberland

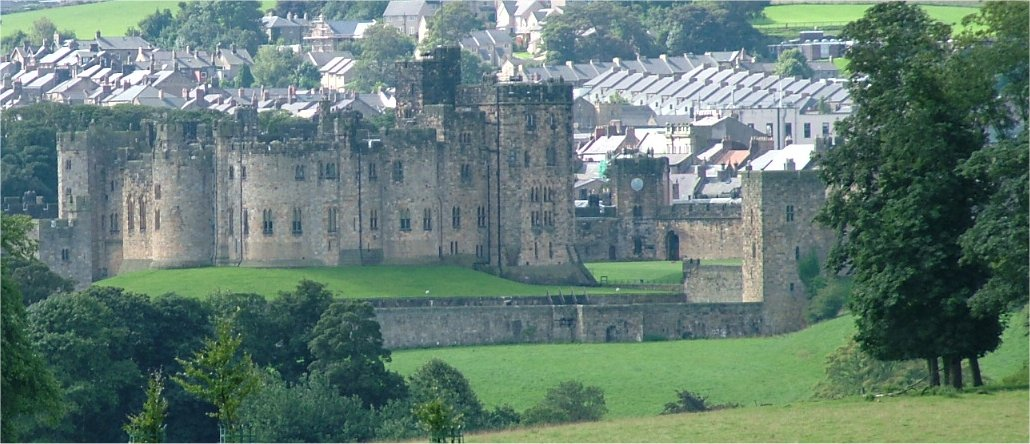
Castelo de Alnwick, mantido por Henry Percy, possível local de nascimento de seu filho "Henrique Ardente"

Henry Percy, 1.º Conde de Northumberland, 4.º Barão Percy, investido Rei de Mann, KG (10 de novembro de 1341 – 20 de fevereiro de 1408), foi um nobre e Lorde Marechal da Inglaterra. Filho de Henry Percy, 3.º Barão Percy, era descendente de Henrique III da Inglaterra. Sua mãe era Maria de Lancaster, filha de Henrique, 3.º Conde de Lencastre, filho de Edmund, Conde de Lancaster e Leicester, que era filho de Henrique III.

## Origem e carreira
Henry Percy era originalmente um partidário de Eduardo III da Inglaterra, para quem ocupou altos cargos na administração do norte da Inglaterra. Ainda ovem, foi feito Guardião da Marca para a Escócia em 1362, com autoridade para negociar com o governo escocês. Em fevereiro de 1367, foi encarregado da supervisão de todos os castelos e lugares fortificados nas marcas escocesas. Passou a apoiar o rei Ricardo II, sendo formalmente criado conde na coroação deste em 1377 e recebendo brevemente o título de marechal da Inglaterra. Entre 1383 e 1384, foi nomeado Almirante dos Mares do Norte. Depois que Ricardo elevou seu rival Raul Neville à posição de Conde de Westmorland em 1397, Percy e seu filho, também Henry e conhecido como "Ardente", apoiaram a rebelião de Henrique de Bolingbroke, que se tornou rei como Henrique IV.
Na coroação do rei Henrique IV, Henry Percy foi nomeado Condestável da Inglaterra e foi concedido o senhorio da Ilha de Man. Percy e seu filho receberam a tarefa de subjugar a rebelião de Owain Glyndŵr, mas suas tentativas de fazer a paz com os rebeldes galeses não tiveram a aprovação do rei.

## Rebelião
Em setembro de 1402, os Percys participaram da Batalha de Homildon Hill, que levou à captura de muitos nobres escoceses. Henry não queria que eles fossem resgatados, levando a outra briga. Em 1403, os Percys se voltaram contra Henrique IV em favor de Edmundo Mortimer, 5.º Conde de March, e depois conspiraram com Owain Glyndŵr contra o rei. A rebelião de Percy falhou na Batalha de Shrewsbury, onde o "Ardente" foi morto. Como o conde não participou diretamente da rebelião, ele não foi condenado por traição. No entanto, perdeu seu cargo como Condestável.

Brasão de Percy

Em 1405, todos os três partidos assinaram a Escritura Tripartite, que dividiu a Inglaterra entre eles. Glyndŵr deveria receber o País de Gales, e uma parte substancial do oeste da Inglaterra. Northumberland receberia o norte da Inglaterra, bem como Northamptonshire, Norfolk, Warwickshire e Leicestershire. Os Mortimers deveriam ter recebido o resto do sul da Inglaterra, abaixo do rio Trent.
Mais tarde, em 1405, Percy apoiou Richard le Scrope, arcebispo de Iorque, em outra rebelião, após a qual fugiu para a Escócia e suas propriedades foram confiscadas pelo rei.
Em 1408 invadiu a Inglaterra em rebelião mais uma vez e foi morto na Batalha de Bramham Moor. Sua cabeça decepada foi posteriormente exposta na London Bridge.

## Casamentos e filhos
Em 1358, casou-se com Margarida Neville (12 de fevereiro de 1339 – 12 de maio de 1372), filha de Raul Neville, 2.º Barão Neville de Raby, e Alice de Audley.[carece de fontes?] Eles tiveram quatro filhos (Harry "o Ardente" Percy, Thomas, Ralph e Alan) e uma filha (Margaret).

Armas falantes de Lucy do Castelo de Cockermouth: Gules, three lucies hauriant argent

Casou-se em 1381 com Maud Lucy (1343 – 18 de dezembro de 1398), filha de Sir Thomas de Lucy, 2.º Barão Lucy, e Margaret de Multon, e, portanto, irmã e herdeira de Anthony Lucy, 3.º Barão Lucy (falecido em 1368), de Castelo de Cockermouth, Cúmbria, propriedade que herdou sob a condição de que ele e seus herdeiros masculinos carregassem as armas de Lucy (Gules, three lucies hauriant argent) trimestralmente com as suas. Não tiveramm descendência.